# Чжэн Сяоцюн
Чжэн Сяоцюн (кит. упр. 郑小琼, пиньинь Zhèng Xiǎoqióng, род. 1980, Наньчун, Сычуань) — китайская поэтесса третьего поколения рабочих мигрантов, редактор, одна из самых известных представителей современной китайской рабочей поэзии (кит. упр. 打工诗歌, пиньинь dǎgōng shīgē). С 2007 года Чжэн Сяоцюн является лауреатом многих премий, в том числе Народной литературной премии (кит. упр. 人民文学奖, пиньинь Rénmín wénxué jiǎng).

## Биография
Чжэн Сяоцюн родилась в 1980 году в Наньчуне, провинции Сычуань. После окончания школы она недолгое время была медсестрой в местной больнице, однако в марте 2001 года уехала из родного города в округ Дунгуань, провинцию Гуандун, в качестве рабочего-мигранта. Сначала поэтесса работала на различных предприятиях, таких как завод пресс-форм, фабрика игрушек, мебельная фабрика, и только потом попала на завод скобяных изделий в округе Дунгуань, городе Дункэн, деревушке Хуанмалин, где ей присвоили рабочий номер 245. В том же 2001 году Чжэн Сяоцюн стала увлекаться современной китайской поэзией, впоследствии начала писать собственные стихи на заводских бланках и отправлять их в литературные журналы. Её первой публикацией было стихотворение «Дагун, это слово, говорящее о многом» (кит. упр. 打工，一个沧桑的词, пиньинь Dǎgōng, yīgè cāngsāng de cí) в Поэтическом вестнике рабочих-мигрантов (кит. упр. 打工诗人报, пиньинь Dǎgōng shīrén bào).
21 мая 2007 года Чжэн Сяоцюн получила Народную литературную премию в номинации «Новая волна», тем самым став одной из самых обсуждаемых персон того года в литературных кругах. После получения премии поэтесса отказалась вступать в Ассоциацию писателей, оставшись простым рабочим мигрантом, что привлекло ещё большее внимание общественности. Позднее Чжэн Сяоцюн сама объяснила свой отказ: «Когда пишешь такие вещи, то лучше быть очевидцем событий, а не простым наблюдателем, ведь только так ты можешь сильнее прочувствовать реальное положение дел; когда механизм ударяет по твоим рукам и когда он ударяет по рукам другого человека, ощущения разные, когда ты сам спускаешься в угольную шахту и когда воображаешь, каково это, стоя на земле — это тоже разные вещи, в первом случае может быть чуть больнее, но чувства намного глубже».
С 2005 года Чжэн Сяоцюн стала собирать материал для своего нового сборника стихов, в котором планировала рассказать о судьбе женщин рабочих-мигрантов. Она ездила в провинции Хунань, Хубэй и Цзянси, чтобы выслушать рассказы обычных китайских матерей, дочерей, жен и сестер и сделать книгу, которая помогла бы ей придать эти личные истории огласке. Чжэн Сяоцюн рассказала об этом опыте в одном из интервью: «Во время работы над записками работницы я посетила много отдалённых деревень, слышала самые разнообразные диалекты, имела возможность наблюдать разные нравы и обычаи. С течением времени и постепенным уходом старшего поколения традиции подвергаются все большей угрозе исчезновения. Я хотела написать об этом, зафиксировать медленное исчезание местных обычаев, угасание народных промыслов и уникальных ремесленных искусств. Пусть будущее литературы на диалектах не так жизнерадостно, я считаю, что мы должны сделать всё от нас зависящее для её сохранения». На работу над сборником у неё ушло в целом семь лет, из которых первые пять ушли на «полевые исследования». В 2012 году была опубликована книга, которая получила название «Записки работницы» (кит. упр. 女工记, пиньинь Nǚgōng jì). В данном поэтическом сборнике каждое стихотворение рассказывает о судьбе конкретной женщины, с которой автор лично виделась или о которой она слышала от знакомых. В нём поэтесса описывает непосредственно женские проблемы, которые связаны с тяжелой работой, чувствами, переживаниями, семьей, детьми, социальной иерархией, традициями, профессиональными травмами, а главное — рассказывает, каково быть женщиной-рабочей в современном Китае. Во многом из-за женского взгляда на судьбу рабочего в поэзии Чжэн Сяоцюн иногда видят отражение феминистической позиции.
19 декабря 2018 года в провинции Гуандун Чжэн Сяоцюн получила премию как лучший молодой автор среди самых влиятельных современных китайских и иностранных поэтесс.

## Творчество
Стихи и прозаические произведения Чжэн Сяоцюн публиковались в различных периодических изданиях, таких как «Шикань» (кит. упр. 诗刊, пиньинь Shīkān), «Шаньхуа» (кит. упр. 山花, пиньинь Shānhuā), «Синсин» (кит. упр. 星星, пиньинь Xīngxing), «Народная литература» (кит. упр. 人民文学, пиньинь Rénmín wénxué) и др. На данный момент опубликовано 11 сборников.
Творчество китайской поэтессы из среды рабочих мигрантов все чаще привлекает международное внимание. Её стихи и эссе переведены на английский, немецкий, французский, корейский, японский, непальский, русский, испанский и турецкий языки. Самый известный сборник стихов «Записки работницы» переведен на немецкий, малайский и вьетнамский языки. Некоторые из её поэтических произведений были опубликованы в русскоязычном сборнике «Китайская поэзия сегодня» в переводах Аллы Горбуновой.
Составитель антологии «Литература XXI века. Поэзия», а также профессор Пекинского педагогического университета Чжан Цинхуа (кит. упр. 张清华, пиньинь Zhāng Qīnghuá), прочитав произведения Чжэн Сяоцюн, отметил, что её произведения невероятно трогательные и помогают обозреть целое поколение рабочих.
На данный момент поэтесса сосредоточена прежде всего на трех направлениях работы. Во-первых, она собирается описать в своем творчестве отношения простого рабочего с оборудованием, во-вторых, проследить трансформацию китайской сельской местности в связи с индустриализацией на примере её родной деревни из провинции Сычуань, в-третьих, стараться как можно больше помогать рабочим на фабриках и заводах, следить за их душевным состоянием и помогать преодолеть жизненные трудности.

## Сборники
- Хуанмалин («黄麻岭»), 2006 г.
- Глубина ночи («夜的深度»), 2006 г.
- Две деревни («两个村庄»), 2007 г.
- Избранные произведения Чжэн Сяоцюн («郑小琼诗选»), 2008 г.
- Темная ночь («黑夜»), 2008 г.
- Пешеходный мост («人行天桥»), 2009 г.
- Стихи, разбросанные по оборудованию («散落在机台上的诗»), 2009 г.
- Боль и мучения («疼与痛»), 2009 г.
- Мирное растение («纯种植物»), 2011 г.
- Записки работницы («女工记»), 2012 г.
- Розовое поместье («玫瑰庄园»), 2017 г.